# اطلس اقیانوس جهانی
اطلس اقیانوس جهانی (دبلیواوای) داده حاصل از آزمایشگاه آب و هوا اقیانوس از مرکز داده اقیانوس‌شناسی ملی (آمریکا) است. WOA شامل یک اقلیم‌شناسی از زمینه‌هایی از خصوصیات اقیانوس درون‌جا برای اقیانوس جهانی. این نخستین بار در سال ۱۹۹۴ (بر اساس اطلس آب و هوایی قبلی اقیانوس جهانی) تولید شده‌است، با نسخه‌های بعدی در فواصل تقریباً چهار ساله در سال ۱۹۹۸، ۲۰۰۱، ۲۰۰۵، ۲۰۰۹، و ۲۰۱۳.

## نگارخانه
|  |  |  |
|  |  |  |
|  |  |  |